# Branko Stinčić
Branko Stinčić (Zagabria, 17 dicembre 1922 – Zagabria, 12 ottobre 2001) è stato un calciatore jugoslavo, di ruolo portiere.

## Biografia
Nato a Zagabria, anche suo figlio Željko ha difeso i pali della Dinamo Zagabria.

## Carriera

### Nazionale
Disputò una sola partita cona nazionale jugoslava, il 23 agosto 1951 subentrò al posto di Vladimir Beara nell'amichevole vinta contro la Norvegia.

## Statistiche

### Cronologia presenze e reti in nazionale
| Cronologia completa delle presenze e delle reti in nazionale ― Jugoslavia | Cronologia completa delle presenze e delle reti in nazionale ― Jugoslavia | Cronologia completa delle presenze e delle reti in nazionale ― Jugoslavia | Cronologia completa delle presenze e delle reti in nazionale ― Jugoslavia | Cronologia completa delle presenze e delle reti in nazionale ― Jugoslavia | Cronologia completa delle presenze e delle reti in nazionale ― Jugoslavia | Cronologia completa delle presenze e delle reti in nazionale ― Jugoslavia | Cronologia completa delle presenze e delle reti in nazionale ― Jugoslavia |
| Data                                                                      | Città                                                                     | In casa                                                                   | Risultato                                                                 | Ospiti                                                                    | Competizione                                                              | Reti                                                                      | Note                                                                      |
| ------------------------------------------------------------------------- | ------------------------------------------------------------------------- | ------------------------------------------------------------------------- | ------------------------------------------------------------------------- | ------------------------------------------------------------------------- | ------------------------------------------------------------------------- | ------------------------------------------------------------------------- | ------------------------------------------------------------------------- |
| 23-8-1951                                                                 | Oslo                                                                      | Norvegia                                                                  | 2 – 4                                                                     | Jugoslavia                                                                | Amichevole                                                                | -1                                                                        | 46’                                                                       |
| Totale                                                                    |                                                                           | Presenze                                                                  | 1                                                                         |                                                                           | Reti                                                                      | -1                                                                        |                                                                           |

## Palmarès

### Club

#### Competizioni nazionali
- Campionato croato: 1

Hajduk Spalato: 1946
- Coppa di Jugoslavia: 1

Dinamo Zagabria: 1951